# Targa Florio 1959

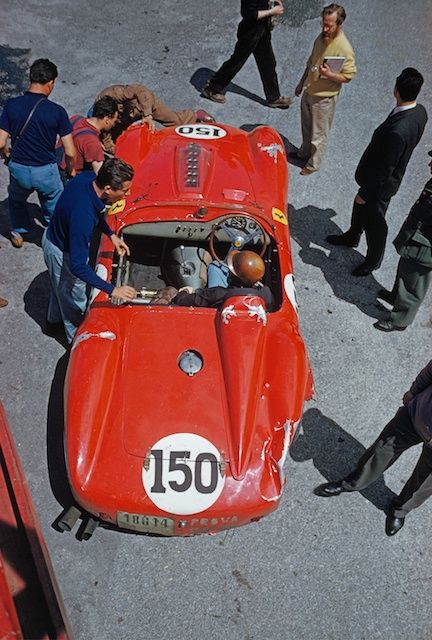
Der Ferrari 250 Testa Rossa Fantuzzi Spyder von Jean Behra und Tony Brooks (0768TR59)

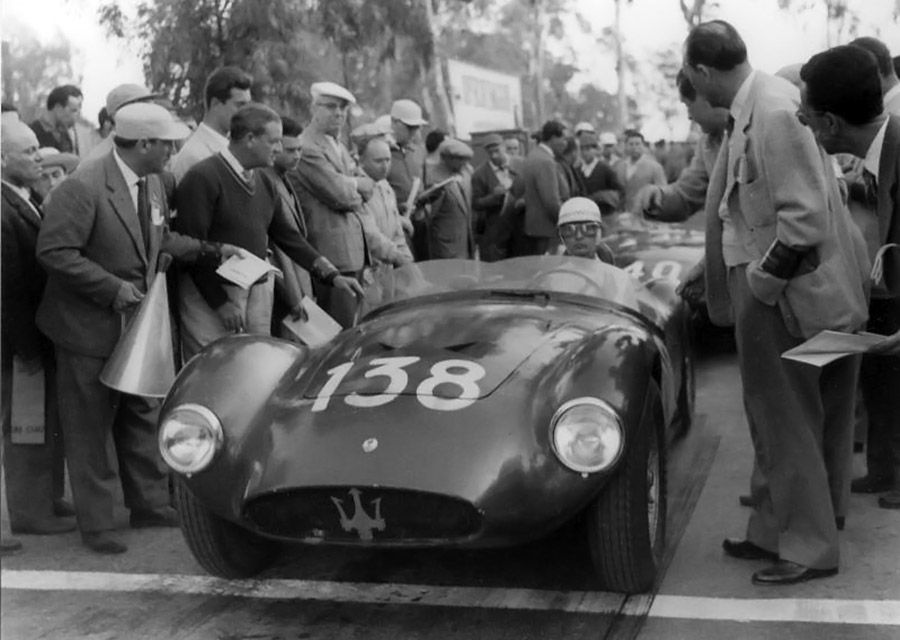
Nino Vaccarella im Maserati A6GCS/53 kurz vor dem Start

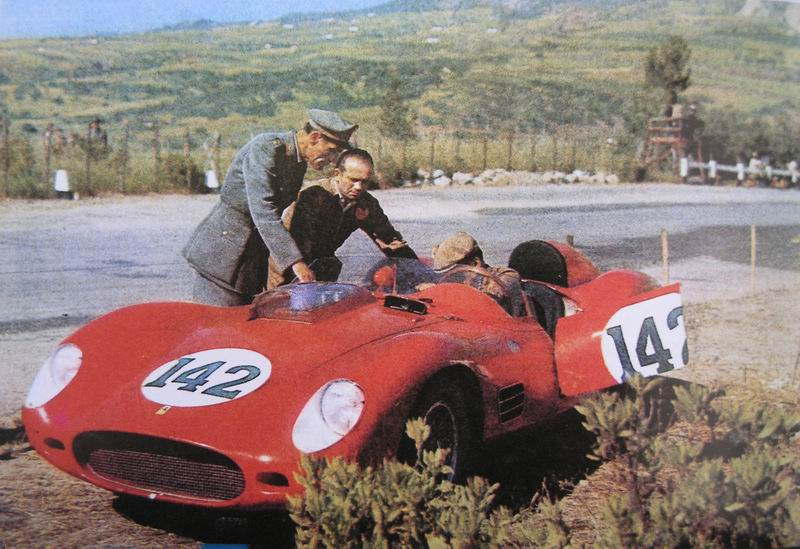
Der verunfallte Ferrari Dino 196S von Giulio Cabianca und Giorgio Scarlatti

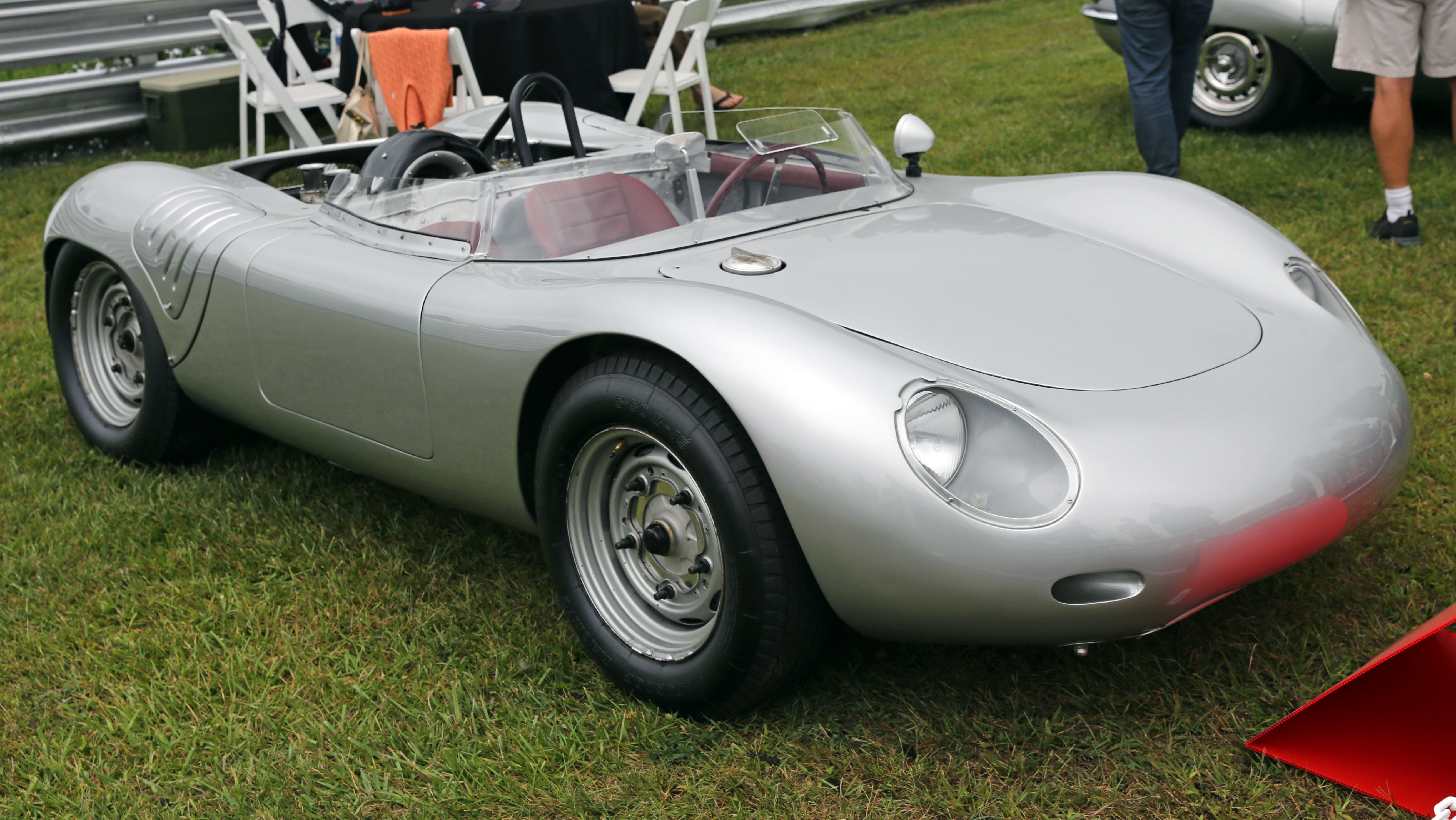
Porsche 718 RSK; Dieses Fahrzeug wurde von Porsche vor dem Rennen als Trainingsfahrzeug für die Werksfahrer genutzt

Die 43. Targa Florio, auch Targa Florio, Piccolo Circuito delle Madonie, Sicilia, in Sizilien fand am 24. Mai 1959 statt und war der zweite Wertungslauf der Sportwagen-Weltmeisterschaft dieses Jahres.

## Vor dem Rennen
Die Sportwagen-Weltmeisterschaft 1959 begann im März mit dem 12-Stunden-Rennen von Sebring. Das Rennen auf dem Sebring International Raceway endete mit einem Doppelsieg der Rennwagen der Scuderia Ferrari. Dan Gurney und Chuck Daigh gewannen auf einem Ferrari 250TR59 vor ihren Teamkollegen Jean Behra und Cliff Allison. An der dritten Stelle kam die beiden Porsche-Piloten Wolfgang von Trips und Joakim Bonnier ins Ziel.

## Das Rennen
Für den deutschen Sportwagenhersteller Porsche markiert die Targa Florio 1959 den Beginn der Erfolgsgeschichte in der Sportwagen-Weltmeisterschaft. Seit 1953 wurden Rennen zu diesem Championat ausgetragen und bei der Targa konnte das Werksteam von Porsche zum ersten Mal einen Wertungslauf für sich entscheiden. Dabei war die Favoritenrolle vor dem Rennen klar verteilt. In der Klasse für Sportwagen bis 3-Liter-Hubraum waren ausschließlich drei Werkswagen der Scuderia Ferrari gemeldet.
Für Ferrari geriet das Rennen zum Desaster; alle drei Testa Rossa fielen aus. Schon in der ersten Runde musste Olivier Gendebien, der sich das Cockpit eines Testa Rossa mit Phil Hill teilte, seinen Wagen wegen eines gebrochen Getriebezahnrads auf der Strecke abstellen. Ein besonderes Drama spielte sich um das Fahrzeug von Jean Behra und Tony Brooks ab. Die ersten vier Runden des Rennens dominierte Joakim Bonnier im wendigen Porsche 718 RSK, der eine Rekordrunde nach der anderen fuhr. Behra versuchte im Testa Rossa diese Rundenzeiten zu erreichen, kam dabei allerdings in einer Bergab-Passage von der Strecke ab und der Wagen überschlug sich den Hang hinunter. Zuschauer schoben den Wagen wieder auf die Piste und der unverletzte Behra setzte die Fahrt mit dem schwer beschädigten Sportwagen fort. An den Boxen übergab er den Boliden an seinen Teamkollegen Brooks, der sich jedoch weigerte einzusteigen. Es folgte ein lautstarker Wortwechsel mit Ferrari-Rennleiter Romolo Tavoni, der Brooks an seinen Werksvertrag erinnerte. Brooks gab nach und fuhr mit dem provisorisch reparierten Testa Rossa weiter. Eine Runde später hatte auch er einen Unfall, bei dem die Hinterachse aus dem Fahrgestell gerissen wurde, und musste aufgeben. Der dritte Werkswagen von Dan Gurney und Cliff Allison fiel nach einem Defekt an der Kraftübertragung aus.
Eine Runde vor Schluss lagen fünf Werks-Porsche an der Spitze, als es auch dort ein kleines Drama gab. Der überlegen führende 718 RSK von Bonnier und Wolfgang von Trips musste nach einem technischen Defekt abgestellt werden. Dadurch gewannen Edgar Barth und Wolfgang Seidel den ersten Sportwagen-Weltmeisterschaftslauf für Porsche.

## Ergebnisse

### Schlussklassement
| 1               | S 1.5    | 112 | Porsche KG                    | Edgar Barth Wolfgang Seidel                            | Porsche 718 RSK                           | 14 |
| 2               | S 1.5    | 118 | Porsche KG                    | Eberhard Mahle Paul-Ernst Strähle Herbert Linge        | Porsche 550 RS                            | 14 |
| 3               | GT 2.6   | 102 | Porsche KG                    | Huschke von Hanstein Antonio Pucci                     | Porsche 356A Carrera                      | 14 |
| 4               | GT 2.6   | 96  | Porsche KG                    | Paul-Ernst Strähle Herbert Linge Eberhard Mahle        | Porsche 356A Carrera                      | 14 |
| 5               | S 2.0    | 134 | Centro-Sud                    | Mennato Boffa Piero Drogo                              | Maserati A6G                              | 14 |
| 6               | GT 1.3   | 38  | Scuderia Sant Ambroeus        | Pepe Schnino Colin Davis Mario Sannino                 | Alfa Romeo Giulietta Sprint Veloce Zagato | 14 |
| 7               | S 1.1    | 84  | Scuderia Sant Ambroeus        | Umberto Bini Luciano Mantovani                         | Osca 1100S                                | 14 |
| 8               | S 2.0    | 132 | Mario Cammarata               | Mario Cammarata Domenico Tramontana                    | Ferrari 500TRC                            | 14 |
| 9               | GT + 2.6 | 120 | Nissena                       | Salvatore La Pira Francesco Siracusa                   | Ferrari 250 GT LWB Berlinetta             | 14 |
| 10              | S 2.0    | 138 | Giuseppe Allotta              | Giuseppe Allotta Nino Vaccarella                       | Maserati A6GCS/53                         | 14 |
| 11              | S 1.1    | 72  | Monte Pellegrino              | Domenico Rotolo Gaspare Cavaliere                      | Osca MT4 1100                             | 14 |
| 12              | GT 1.3   | 30  | Monte Pellegrino              | Antonio Picone Franco Tagliavia Sergio Mantia          | Alfa Romeo Giulietta Spider               | 14 |
| 13              | GT 1.3   | 46  | Nissena                       | Vito Coco Vito Sabbia                                  | Alfa Romeo Giulietta Sprint Veloce        | 14 |
| 14              | GT 750   | 8   | Janua                         | Enrico Carini Ernesto Prinoth                          | Fiat-Abarth 750 Zagato                    | 14 |
| 15              | GT 1.3   | 24  | Nissena                       | Carlo Bartocelli Giuseppe Parla Salvatore Panepinto    | Fiat 1200 Boano                           | 14 |
| 16              | GT 1.3   | 20  | Pietro Laureati               | Pietro Laureati Ivo Pompei                             | Alfa Romeo Giulietta Sprint Veloce        | 14 |
| 17              | S 750    | 50  | Settecoli                     | Sesto Leonardi Alfredo Tinazzo                         | Osca 750S                                 | 14 |
| 18              | S 1.1    | 70  | Tommy Wisdom                  | Tommy Wisdom Bernard Cahier                            | Austin-Healey Sprite                      | 14 |
| 19              | S 750    | 60  | Montegrappa                   | Gustavo Laureati Giuseppe Celani                       | Osca 750S                                 | 14 |
| 20              | S 750    | 56  | Scuderia Sant Ambroeus        | Giancarlo Rigamonti Anna Maria Peduzzi                 | Osca 750S                                 | 14 |
| 21              | GT 1.3   | 28  | Paris                         | José Rosinski Claude Bobrowski                         | Alfa Romeo Giulietta Sprint Veloce Zagato | 14 |
| Nicht klassiert |          |     |                               |                                                        |                                           |    |
| 22              | S 1.1    | 76  | Clemente Biondetti            | Enrico Manzini Attilio Brandi                          | Ermini                                    | 14 |
| 23              | GT 750   | 6   | Nissena                       | Carmelo Giugno Salvatore Giuffrida                     | Fiat 500                                  | 14 |
| 24              | GT 2.6   | 92  | San Rizzo                     | Giovanni Giordano Carlo Fulci                          | Fiat 8V Zagato                            | 14 |
| Ausgefallen     |          |     |                               |                                                        |                                           |    |
| 25              | S 2.0    | 130 | Porsche AG                    | Joakim Bonnier Wolfgang von Trips                      | Porsche 718 RSK                           | 13 |
| 26              | S 3.0    | 150 | Scuderia Ferrari              | Jean Behra Tony Brooks                                 | Ferrari 250TR59                           | 5  |
| 27              | S 3.0    | 152 | Scuderia Ferrari              | Olivier Gendebien Phil Hill                            | Ferrari 250TR59                           | 1  |
| 28              | GT 750   | 4   | Automobiles Deutsch et Bonnet | Gérard Laureau Jean-François Jaeger                    | DB HBR4                                   |    |
| 29              | S 1.5    | 14  | Scuderia Sant Ambroeus        | Edoardo Lualdi Ludovico Scarfiotti                     | Osca MT4                                  |    |
| 30              | GT 1.3   | 26  | G. S. Savio                   | Teodoro Zeccoli Roberto Rosignoli                      | Alfa Romeo Giulietta Sprint Veloce        |    |
| 31              | GT 1.3   | 32  | Giuseppe Ruggiero             | Giuseppe Ruggiero Ciro Monaci                          | Alfa Romeo Giulietta Sprint Veloce Zagato |    |
| 32              | GT 1.3   | 34  | Jean-Pierre Hanrioud          | Jean-Pierre Hanrioud Beniatt                           | DB HBR5                                   |    |
| 33              | GT 1.3   | 36  | Camidoglio                    | Sergio Bettoja P. Feroldi                              | Alfa Romeo Giulietta Sprint Veloce Zagato |    |
| 34              | GT 1.3   | 40  | Racing Club 19                | Ada Pace Carlo Peroglio                                | Alfa Romeo Giulietta Sprint Veloce Zagato |    |
| 35              | GT 1.3   | 42  | Enrico Giaccone               | Enrico Giaccone Vincenzo Ribaudo                       | Alfa Romeo Giulietta Sprint Veloce        |    |
| 36              | GT 1.3   | 44  | Racing Club 19                | Francesco De Leonibus Carlo Peroglio                   | Alfa Romeo Giulietta Sprint Veloce Zagato |    |
| 37              | S 750    | 52  | Montegrappa                   | Amerigo Brachetti Elio Pandolfo                        | Giaur                                     |    |
| 38              | S 750    | 58  | Monte Pellegrino              | Giacomo Marino Salvatore Sirchia                       | Fiat-Abarth 750                           |    |
| 39              | S 1.1    | 74  | Monte Pellegrino              | Francesco La Mattina Armando Soldano Francesco Soldano | Osca 1100S                                |    |
| 40              | S 1.1    | 78  | Monte Pellegrino              | Emanuele Trapani Bartolomeo Donato                     | Osca 1100S                                |    |
| 41              | S 1.1    | 80  | Falanga                       | Antonio di Salvo Silvestre Semilia                     | Roar-Fiat 1100                            |    |
| 42              | S 1.1    | 82  | Settecoli                     | Enzo Buzzetti Giuseppe Rossi                           | Osca MT4 1100                             |    |
| 43              | GT 2.6   | 90  | Giuseppe Bologna              | Rosario Montalbano Gaspare Bologna                     | Fiat 8V                                   |    |
| 44              | GT 2.6   | 94  | Pietro Termini                | Alfonso Vella Pietro Termini                           | Fiat 8V                                   |    |
| 45              | GT 2.6   | 100 | Rocco Finocchiaro             | Rocco Finocchiaro Ignazio Consiglio                    | Fiat 8V                                   |    |
| 46              | GT 2.6   | 104 | Sorrentino                    | Vincenzo Sorrentino Franco Pisano                      | Lancia Flaminia                           |    |
| 47              | S 1.5    | 116 | Christian Goethals            | Christian Goethals                                     | Porsche 550 RS                            |    |
| 48              | GT + 2.6 | 122 | Mediterranea                  | Nino Todaro Gennaro Alterio                            | Ferrari 250 GT                            |    |
| 49              | S 2.0    | 136 | Porsche AG                    | Umberto Maglioli Hans Herrmann                         | Porsche 718 RSK                           |    |
| 50              | S 2.0    | 140 | Gaetano Starrabba             | Gaetano Starrabba Domenico Lo Coco                     | Ferrari 500TRC                            |    |
| 51              | S 2.0    | 142 | Scuderia Eugenio Castellotti  | Giulio Cabianca Giorgio Scarlatti                      | Ferrari Dino 196S                         |    |
| 52              | S 3.0    | 154 | Scuderia Ferrari              | Dan Gurney Cliff Allison                               | Ferrari 250TR59                           |    |
| Nicht gestartet |          |     |                               |                                                        |                                           |    |
| 53              | GT 750   | 2   | Elio Lenza                    | Elio Lenza Filippo Golia                               | Fiat-Abarth 750 Zagato                    | 1  |
| 54              | GT 750   | 10  | Aretusa                       | Aldo Tine Gianni Carpinteri Matteo Sgarlata            | Fiat-Abarth 750                           | 2  |
| 55              | GT 1.3   | 22  | Francesco Gambi               | Francesco Gambi                                        | Alfa Romeo Giulietta Sprint Veloce        | 3  |
| 56              | S 750    | 54  | Spampinato                    | Gaetano Spampinato                                     | Fiat-Abarth 750                           | 4  |
| 57              | GT 2.6   | 98  | Monte Pellegrino              | Sergio Mantia Giovanni Napoli                          | Lancia Flaminia                           | 5  |
| 58              | S 1.5    | 110 | Henri Perrier                 | Henri Perrier Binachon Gilles Nebon Carle              | Osca MT4                                  | 6  |

1 nicht gestartet
2 nicht gestartet
3 nicht gestartet
4 nicht gestartet
5 nicht gestartet
6 nicht gestartet

### Nur in der Meldeliste
Hier finden sich Teams, Fahrer und Fahrzeuge, die ursprünglich für das Rennen gemeldet waren, aber aus den unterschiedlichsten Gründen daran nicht teilnahmen.
| Pos. | Klasse | Nr. | Team                | Fahrer                         | Chassis      |
| ---- | ------ | --- | ------------------- | ------------------------------ | ------------ |
| 59   | S 1.1  | 86  | John Campbell-Jones | John Campbell-Jones Keith Hall | Lotus Eleven |

### Klassensieger
| Klasse   | Fahrer                  | Fahrer             | Fahrer        | Fahrzeug                                  | Platzierung im Gesamtklassement |
| -------- | ----------------------- | ------------------ | ------------- | ----------------------------------------- | ------------------------------- |
| S 3.0    | kein Teilnehmer im Ziel |                    |               |                                           |                                 |
| S 2.0    | Mennato Boffa           | Piero Drogo        |               | Maserati A6G                              | Rang 5                          |
| S 1.5    | Edgar Barth             | Wolfgang Seidel    |               | Porsche 718 RSK                           | Gesamtsieg                      |
| S 1.1    | Umberto Bini            | Luciano Mantovani  |               | Osca 1100S                                | Rang 7                          |
| S 750    | Sesto Leonardi          | Alfredo Tinazzo    |               | Osca 750S                                 | Rang 17                         |
| GT + 2.6 | Salvatore La Pira       | Francesco Siracusa |               | Ferrari 250 GT LWB Berlinetta             | Rang 9                          |
| GT 2.6   | Huschke von Hanstein    | Antonio Pucci      |               | Porsche 356A Carrera                      | Rang 3                          |
| GT 1.3   | Pepe Schnino            | Colin Davis        | Mario Sannino | Alfa Romeo Giulietta Sprint Veloce Zagato | Rang 6                          |
| GT 750   | Enrico Carini           | Ernesto Prinoth    |               | Fiat-Abarth 750 Zagato                    | Rang 14                         |

### Renndaten
- Gemeldet: 59
- Gestartet: 52
- Gewertet: 24
- Rennklassen: 9
- Zuschauer: unbekannt
- Wetter am Renntag: warm und trocken, Regen in der Schlussphase
- Streckenlänge: 72,000 km
- Fahrzeit des Siegerteams: 11:02:21,800 Stunden
- Gesamtrunden des Siegerteams: 14
- Gesamtdistanz des Siegerteams: 1008,000 km
- Siegerschnitt: 91,309 km/h
- Pole Position: keine
- Schnellste Rennrunde: Joakim Bonnier – Porsche 718 RSK (#130) – 43:11,600 = 100,015 km/h
- Rennserie: 2. Lauf zur Sportwagen-Weltmeisterschaft 1959